# Coelopencyrtus primus
Coelopencyrtus primus är en stekelart som beskrevs av Svetlana N. Myartseva 1982. Coelopencyrtus primus ingår i släktet Coelopencyrtus och familjen sköldlussteklar.
Artens utbredningsområde är Mongoliet. Inga underarter finns listade i Catalogue of Life.